# Eupithecia pactia
Eupithecia pactia là một loài bướm đêm trong họ Geometridae.